# Madureira EC

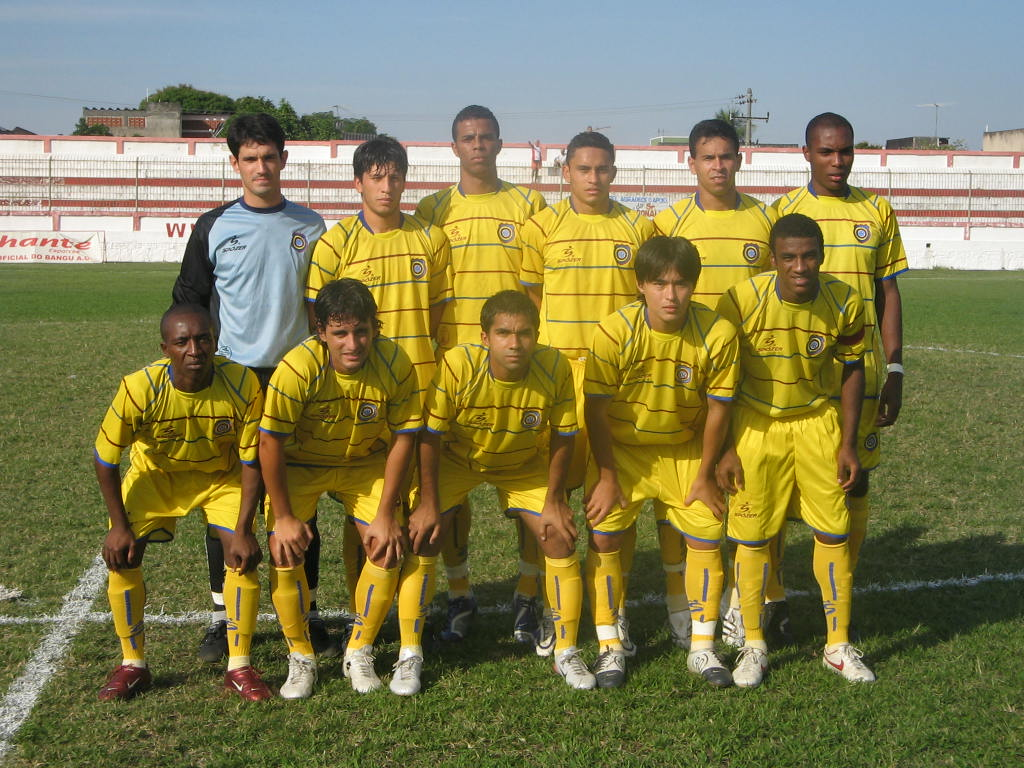
Team van 2007

Madureira EC is een Braziliaanse voetbalclub uit Rio de Janeiro. Momenteel speelt de club in de Carioca Series A

## Geschiedenis
De club werd opgericht in 1914 als Fidalgo Madureira Atlético Clube. In 1933 werd de naam Madureira Atlético Clube aangenomen. In 1971 fuseerde de club met  Madureira Tênis Clube en Imperial Basquete Clube en nam zo de huidige naam aan. In 2006 won de club de Taça Rio na een overwinning op Americano FC. In 2015 degradeerde de club uit de Série C.

## Bekende ex-spelers
- Jair
- Lelé